# Vampiromorfs
Els vampiromorfs (Vampyromorpha) són un ordre de mol·luscs cefalòpodes del superordre Octopidiformes, que conté una única espècie viva (Vampyroteuthis infernalis) i nombrosos taxons extints.

## Taxonomia
L'ordre Vampyromorpha té tres subordres extints i un d'actual:
?Subordre †Kelaenina
- Família †Muensterellidae

Subordre †Prototeuthina
- Família †Loligosepiidae
- Família †Geopeltididae
- Família †Lioteuthididae
- Família †Mastigophoridae
- Família †Plesioteuthididae
- Família †Leptotheuthididae

Subordre †Mesoteuthina
- Família †Palaeololiginidae
- Família †Trachyteuthididae

Subordre Vampyromorphina
- Família Vampyroteuthidae